# Достик (Толебійський район)
Дости́к (каз. Достық) — село у складі Толебійського району Туркестанської області Казахстану. Адміністративний центр Кєлітаського сільського округу.
У радянські часи село називалось Александровка.
Населення — 2118 осіб (2021; 1850 у 2009, 2074 у 1999, 1953 у 1989).